# Octeville-l'Avenel
Octeville-l'Avenel is een gemeente in het Franse departement Manche (regio Normandië) en telt 167 inwoners (1999). De plaats maakt deel uit van het arrondissement Cherbourg.

## Geografie
De oppervlakte van Octeville-l'Avenel bedraagt 6,8 km², de bevolkingsdichtheid is 24,6 inwoners per km².
De onderstaande kaart toont de ligging van Octeville-l'Avenel met de belangrijkste infrastructuur en aangrenzende gemeenten.

## Demografie
Onderstaande figuur toont het verloop van het inwonertal (bron: INSEE-tellingen).
1. ↑  Populations de référence 2022.